# Нэнси Дрю. Призрак в гостинице
«Нэнси Дрю. Призрак в гостинице» (англ. Nancy Drew: Message in a Haunted Mansion) — третий квест из серии компьютерных игр Нэнси Дрю, созданный компанией Her Interactive и вышедший в 2000 году. Предыдущей игрой серии является «Нэнси Дрю. Опасность за каждым углом», а следующей «Нэнси Дрю. Сокровище королевской башни». События игры происходят в Сан-Франциско и их сюжет основан на одноимённой книге «Призрак в гостинице» из основной серии приключений девушки-детектива Нэнси Дрю «Загадочные приключения Нэнси Дрю».
Через год после выхода на PC игра была выпущена на GameBoy Advance. Эта версия была короче, её управление было сочтено неудобным, а предметы на экране слишком мелкими. В игре наличествовала всего одна мелодия и ужасная система сохранений.
В США Message in a Haunted Mansion была продана числом в 300 000 копий на 5,5 млн долларов к августу 2006 года после релиза в ноябре 2000 года. Она стала по продаваемости 64-й игрой в стране за этот период.
Локализация игры на русском языке была выполнена компанией «Новый диск» и вышла только 6 сентября 2007 года.

## Игровой процесс

Геймплей игры: справа внизу инвентарь, слева под буквами «НД» — часы. Основное управление осуществляется в верхней части экрана при помощи курсора в форме лупы.

Геймплей игры почти не изменился после предыдущей части серии, «Нэнси Дрю. Опасность за каждым углом». Хотя в игре и присутствуют улучшения: например, возможность в некоторых комнатах поворачиваться на 360 градусов, осматривая все вокруг. Главным изменением можно счесть часы, отмеряющие время в игре. Будильник в комнате Нэнси позволяет перематывать время вперед при необходимости. Кроме обычного геймплея point-and-click, не скатывающегося к изнуряющему пиксель-хантингу, в игре приходится решать головоломки. Большинство из них довольно простые. Их можно усложнить, выбрав второй из двух уровней сложности при старте игры. Он будет влиять и на число подсказок, встречающихся в игре. Менять уровень в ходе прохождения нельзя. Нэнси так же может позвонить своим подругам — Бесс и Джесс, а также своей экономке Ханне Груин, которые подскажут, что делать дальше, что упрощает игру. В игре есть возможность, называемая «Второй шанс»: если героиня попадает в расставленную преступником смертельную ловушку, то появляется кнопка «Второй шанс», которая возвращает её на место прямо перед ловушкой.
Графика в игре довольно приятная, проработанная и подходит викторианскому особняку, но, по мнению журналиста Allgame, фонам не хватает деталей.
В версии GBA вид так же выполнен от первого лица, а курсор управляется с геймпада, но перемещается он по экрану с черепашьей скоростью. Разработчики постарались сохранить качество графики оригинала, что им вполне удалось, но в некоторых обзорах было сказано, что это усложнило нахождение улик на экране. Система сохранений тоже была изменена: игра не допускает сохранения в любой момент, более того — сохранения на картридж. Вместо этого она разбита на главы, по прохождении каждой из которых игроку дается пароль, позволяющий потом загрузиться с этого места. Опция «Второй шанс» на GBA не доступна, поэтому в случае гибели необходимо перезагружаться. Большинство диалогов представлены только текстом на экране без озвучивания, а фоновая музыка представлена одной повторяющейся мелодией.

## Сюжет
Нэнси прибывает в Сан-Франциско, где её просят помочь с ремонтом викторианского особняка, в котором планируется устроить гостиницу. Ходят слухи, что дом населен призраками, а в ходе ремонта случаются разнообразные несчастные случаи.
Дом был построен так, чтобы в каждой комнате было множество тайн и загадок. Нэнси придется разгадать многие из них, чтобы узнать, что же происходит на самом деле в здании. В то же время ей попадаются обрывки старинных документов, рассказывающих о первых владельцах здания и, возможно, все ещё где-то спрятанном сокровище.
В версии для GBA сюжет остается тот же, но из-за того, что часть игры была вырезана, он оставляет впечатление скомканности и спешки.

## Отзывы
| Сводный рейтинг          | Сводный рейтинг             |
| Агрегатор                | Оценка                      |
| ------------------------ | --------------------------- |
| GameRankings             | 78,33 % (Win), 64,25 %(GBA) |
| MobyRank                 | 82 (Win)                    |
| Иноязычные издания       |                             |
| Издание                  | Оценка                      |
| AllGame                  | 2,5 из 5                    |
| GameZone                 | 8,0 из 10 (GBA)             |
| Adventure Classic Gaming | 3 из 5                      |
| Adventure Gamers         | 1,5 из 5 (GBA)              |

Это первая игра серии, у которой есть свой трейлер.
Сюжет игры был сочтен не запоминающимся в основном из-за небольшого игрового мира, но достаточно интересным, чтобы удерживать внимание 10-летних девочек на протяжении всей игры. Кроме доступности лишь немногих комнат большого особняка, в игре ещё отмечено небольшое число персонажей. В зависимости от времени суток они могут отсутствовать на своих местах, но время легко перевести вперед.
В игре лишь четыре персонажа, с которыми может столкнуться Нэнси. Их нельзя назвать лучшими персонажами в серии игр, но их характеры раскрыты, а диалоги проработаны. Почти все они неплохо озвучены, особенно Нэнси, озвученная Лани Минеллой.
Из-за системы встроенных подсказок игру нельзя назвать по-настоящему сложной, скорее немного слишком простой. В то же время головоломки были сочтены интересными, особенно задача с трехмерным лабиринтом при взломе компьютера.
Музыка в игре приятная и создающая необходимую атмосферу в игре.
Allgame подводит итог по игре, называя её «посредственной», но при этом рекомендует её для девочек 10—12 лет. Adventure Classic Gaming называет игру не лучшей в серии, но все же достойной адаптацией детективных романов, в которую стоит сыграть.
Несмотря на уникальность появления квеста на GBA, портирование было названо Adventure Gamers откровенно неудачным из-за неудобного управления и системы сохранений, но GameZone сочли игру выполненной на достойном уровне для этой платформы.